# Vladimer Barkaia
Vladimer Barkaia (en georgiano: ვლადიმერ ბარქაია; en ruso: Владимир Александрович Баркая; Gagra, RASS de Abjasia; 29 de julio de 1937-Tiflis, Georgia; 30 de diciembre de 2022) fue un futbolista georgiano que jugaba en la posición de delantero.

## Carrera

### Club
Jugó toda su carrera profesional con el FC Dinamo Tbilisi de 1957 a 1967 con el que anotó 68 goles en 226 partidos y ganó la Primera Liga Soviética en 1964.

### Selección nacional
Debutó con Unión Soviética el 27 de junio de 1965 ante Dinamarca en la clasificación de UEFA para la Copa Mundial de Fútbol de 1966 donde anotó dos goles. En ese mismo año también jugó ante Brasil con Pelé, siendo estos sus únicos partidos con la selección nacional.

## Logros

### Club
- Soviet Top League (1): 1964.[2]

### Individual
- Master of Sports, USSR, 1959[2]
- Order of Honor, Georgia, 1997[2]
- Caballero de Deportes, Georgia, 2014[2]